# Anita Auglend
 (décembre 2019).
Anita Auglend (née le 24 janvier 1979) est une soprano norvégienne connue pour avoir été la chanteuse du groupe de metal gothique-doom metal The Sins of Thy Beloved. Elle fait partie des chanteuses précurseuses du mouvement de la « belle et la bête » aux côtés de Vibeke Stene et Liv Kristine.

## Biographie
Auglend est connue pour avoir été la première chanteuse du groupe norvégien de metal gothique The Sins Of Thy Beloved. Après la publication de deux EP, All Alone et Silent Pain, et la promotion des deux seuls albums du groupe, Lake of Sorrow (1998) et Perpetual Desolation (2000), elle quitte le groupe en 2001 avec les claviéristes Anders Thue et Ingfrid Stensland. Selon les rumeurs, la cause de leur départ est qu’ils ne supportaient plus le rythme des concerts, laissant le groupe pour quelques années.
Entre 2001 et 2007, elle reste discrète et éloignée des médias artistiques et musicaux. En 2007, après le passage de deux chanteuses au sein de The Sins Of Thy Beloved, son retour est annoncé lors d'une interview. Cette affirmation n’a toutefois pas été concrétisée pour des raisons inconnues. En 2013 elle quitte la scène metal en même temps que la séparation du groupe. 
En 2015, on peut retrouver Auglend comme invitée sur le titre  Paralimbo de l'album Litium og aent smågodt du groupe norvégien Veislakt.

## Vie privée
Anita a donné naissance à une fille après avoir quitté The Sins of Thy Beloved en 2013.

## Discographie

### Albums studio
- 1998 : Lake of Sorrow
- 2000 : Perpetual Desolation

### Albums live
- 2001 : Perpetual Desolation Live

### Démos
- 1997 : The Sins of Thy Beloved
- 1997 : All Alone

### EPs
- 1997 : All Alone
- 1998 : Silent Pain

### VHS
- 2001 : Perpetual Desolation Live